# Melanophyllaceae
Melanophyllaceae is een botanische naam, voor een familie van tweezaadlobbige planten. Een familie onder deze naam wordt vrij zelden erkend door systemen van plantentaxonomie, maar wel door het APG-systeem (1998) en het APG II-systeem (2003).
Het gaat dan om een heel kleine familie, van minder dan een dozijn soorten in één genus.
De APWebsite wijkt af van APG II door deze planten in te voegen bij de familie Torricelliaceae, en erkent een dergelijke familie dus ook niet.